# Horburg-Maßlau
Horburg-Maßlau là một đô thị thuộc huyện Saalekreis, bang Saxony-Anhalt, Đức.